# Ommata flava
Ommata flava là một loài bọ cánh cứng trong họ Cerambycidae.